# Тарабукин, Игорь Иванович
Игорь Ива́нович Тарабу́кин (23 ноября 1925, Вологда — 8 декабря 1980, Свердловск) — советский поэт-сатирик, журналист.

## Биография
Родился 23 ноября 1925 года в Вологде в семье художника-пейзажиста Тарабукина Ивана Александровича. Мама, Екатерина Николаевна (в девичестве Святолуцкая) работала учителем младших классов, затем директором начальной школы.
Игорь Тарабукин — участник Великой Отечественной войны. В 1943 году был призван в Советскую армию и направлен в Архангельское военное училище. Служил командиром отделения 31 стрелкового полка, на побережье Белого моря. В мае 1945-го лежал в госпитале по поводу туберкулёза лёгких, после чего служил в санитарном поезде. Был в Германии, Польше, а с августа по декабрь 1945 года — в Манчжурии. Демобилизовался в январе 1946-го.
Вернувшись в Вологду, работал в редакции областного радиокомитета.
В 1947 году, после окончания 10-го класса школы рабочей молодёжи, поступил в Уральский государственный университет им. А. М. Горького, на факультет журналистики, который с отличием окончил в 1952 году. С этого времени вся жизнь и творчество Игоря Тарабукина связаны с Уралом.
В 1951 году женился на студентке УрГУ Леде Филипповне Могильчак.
Игорь Иванович со студенческих лет страдал тяжёлой формой диабета (последствие военных лет), от которого скончался 8 декабря 1980 года. Похоронен на Широкореченском кладбище Екатеринбурга.

## Творчество
Писать стихи Игорь Тарабукин начал ещё в школе. Первые стихотворения опубликовал в 1945 году. Сатирический дар проявился в студенческие годы, его заметил и оценил С. Я. Маршак, рекомендовавший молодого сатирика в Союз писателей СССР. Окончив с отличием УрГУ, Игорь Тарабукин работал в свердловских газетах. С 1962 года и до последнего дня — в журнале «Уральский следопыт» (ответственный секретарь). Являлся внештатным сотрудником журнала «Крокодил». Песни на стихи И. Тарабукина исполнял Уральский русский народный хор.
При жизни Игорь Тарабукин выпустил одиннадцать сатирических сборников и несколько книжек для детей. Последний прижизненный сборник «Сатиры» предварил Аркадий Райкин.
Поэт беспощадно обличал бюрократизм, тупость, боязнь ответственности, мещанство.

## Семья
- Жена — Леда Филипповна Тарабукина (урождённая Могильчак).
- Сын — Вадим.
- Дочь — Марина.